# ميكانيكا لاغرانج

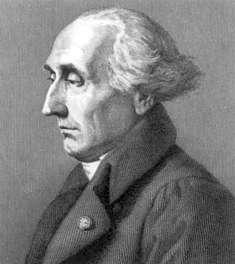

مِيكَانِيكَا لَغْرَنْج أو المِيكَانِيكَا اللَّغْرَنْجِيَّة (بالإنجليزية: Lagrangian mechanics)‏ عبارة عن إعادة صياغة للميكانيكا الكلاسيكية قدمه جوزيف لويس لاجرانج عام 1788، في ميكانيكا لاجرانج، مسار الجسم يشتق بإيجاد المسار الذي يقلل الشغل، وهو مقدار يعد تكامل لكمية ندعوها لاجرانجي على الزمن، اللاجرانجي بالنسبة للميكانيكا الكلاسيكية يعد الفرق بين الطاقة الحركية والطاقة الكامنة.
هذا الموضوع يبسط بصورة كبيرة الكثير من المسائل الفيزيائية، مثلاً كرة صغيرة في حلقة فإذا قمنا بحساب تلك المسألة على أساس الميكانيكيا النيوتنية، سنحصل على مجموعة معقدة من المعادلات التي ستأخذ بعين الاعتبار القوى التي تؤثر بها الدوامة على الكرية في كل لحظة.
نفس هذه المسألة تصبح أسهل باستخدام ميكانيكا لاجرانج، حيث سينظر إلى جميع الحركات الممكنة التي تقوم بها الكرية على الدوامة ونجد رياضياً الحركة التي تقلل الفعل إلى أدنى حد، بالتالي يكون لدينا عدد أقل من المعادلات لأنها لا تمثل حساباً مباشراً لتأثير الدوامة على الكرية عند كل لحظة.

## معادلات لاغرانج
لنعتبر جسيما مفردا ذو كتلة m وشعاع موضع r. تطبق عليه قوة F، يمكن عندئذ أن نعبر عن هذا النظام بجسيم يتحرك في بئر جهدي فتكون له طاقة حركة وأيضا طاقة وضع. نفترض أن الجهد المؤثر على الجسيم (V(r, t دالة تعتمد على الزمن t والمكان r (مثل جهد نواة الذرة التي تؤثر على إلكترون يدور حولها):
{\displaystyle \mathbf {F} =-\nabla V.}
مثل هذه القوة تكون مستقلة عن المشتق الثالث أو المشتقات الأعلى رتبة لشعاع الموضع r، لذا فإن قانون نيوتن الثاني يشكل مجموعة من ثلاث معادلات تفاضلية نظامية من الرتبة الثانية.
وبناء على ذلك يمكن وصف حركة هذا الجسيم بدلالة متغيرات مستقلة أو ما يدعى «درجات حرية». درجات الحرية هذه هي مجموعمة من ستة متغيرات:
{ rj, r′j | j = 1, 2, 3}
المركبات الديكارتية لمتجه الموضع r ومشتقاته الزمنية (مشتقاته بالنسبة للزمن)، في لحظة زمنية معينة أي أن الموضع (x,y,z) والسرعة بمكوناتها الديكارتية الثلاثة:
(vx,vy,vz).
بشكل أعم، يمكننا العمل ضمن جملة إحداثيات معممة، qj، مع مشتقاتها الزمنية، أو ما يدعى بالسرعات المعممة، q′j.
يرتبط متجه الموضع r مع الإحداثيات المعممة عن طريق جملة معادلات تحويل
{\displaystyle \mathbf {r} =\mathbf {r} (q_{i},q_{j},q_{k},t)}.
فمثلاً عند التعامل مع رقاص (نواس) بسيط ذو طول l، يكون الخيار المنطقي للإحداثيات المعممة هو زاوية الرقاص التي يصنعها مع خطه الشاقولي (العمودي)، θ.
وتكون معادلات التحويل:
{\displaystyle \mathbf {r} (\theta ,\theta ',t)=(l\sin \theta ,l\cos \theta )}.
مصطلح إحداثيات معممة  أحد بقايا فترة استخدام الإحداثيات الديكارتية كنظام إحداثيات افتراضي.
لنعتبر الإزاحة الاعتبارية للجسم δr فيكون الشغل المبذول من قبل القوة F هو:
δW = F · δr.
باستخدام قانون نيوتن الثاني يمكننا أن نكتب:
{\displaystyle {\begin{matrix}\mathbf {F} \cdot \delta \mathbf {r} &=&m\mathbf {r} ''\cdot \delta \mathbf {r} .\end{matrix}}}
بما أن الشغل كمية فيزيائية قياسية (كمية وليست متجهه) يمكننا إعادة كتابة هذه المعادلات بدلالة الإحداثيات المعممة والسرعات على الجانب الأيسر.
{\displaystyle {\begin{matrix}\mathbf {F} \cdot \delta \mathbf {r} &=&-\nabla V\cdot \sum _{i}{\partial \mathbf {r}  \over \partial q_{i}}\delta q_{i}\\\\&=&-\sum _{i,j}{\partial V \over \partial r_{j}}{\partial r_{j} \over \partial q_{i}}\delta q_{i}\\\\&=&-\sum _{i}{\partial V \over \partial q_{i}}\delta q_{i}.\\\end{matrix}}}
عملية تنسيق الجانب الأيمن أكثر صعوبة لكن بعد الترتيب والتبديل:
{\displaystyle m\mathbf {r''} \cdot \delta \mathbf {r} =\sum _{i}\left[{d \over dt}{\partial T \over \partial q'_{i}}-{\partial T \over \partial q_{i}}\right]\delta q_{i}}
حيث هي الطاقة الحركية للجسيم T = 1/2 m r′ 2. ومعادلة الشغل المبذول ستصبح بالشكل:
{\displaystyle \sum _{i}\left[{d \over dt}{\partial {T} \over \partial {q'_{i}}}-{\partial {(T-V)} \over \partial q_{i}}\right]\delta q_{i}=0.}
على أي حال، فإن هذا يجب أن يكون صحيحاً بالنسبة لأي مجموعة من الإزاحات المعممة δqi، لذا يكون لدينا:
{\displaystyle \left[{d \over dt}{\partial {T} \over \partial {q'_{i}}}-{\partial {(T-V)} \over \partial q_{i}}\right]=0}
من أجل أي من الإحداثيات المعممة δqi.
يمكننا أن نبسط هذه المعادلة بملاحظة V أن هو تابع ل r وt، ومتجه الموضع r تابع أيضاً للإحداثيات المعممة والزمن t، لذا فإن الطاقة الكامنة V تكون مستقلة عن السرعات المعممة
{\displaystyle {d \over dt}{\partial {V} \over \partial {q'_{i}}}=0.}
بإدخال هذا في المعادلة السابقة واستبدال L = T - V
نحصل على معادلات لاجرانج:
{\displaystyle {\partial {L} \over \partial q_{i}}={d \over dt}{\partial {L} \over \partial {q'_{i}}}.}
هناك دوماً معادلة لاجرانج وحيدة لكل إحداثي معمم qi. وعندما يكون
qi = ri (أي أن الإحداثيات المعممة هي ببساطة إحداثيات ديكارتية)، عندئذ نستطيع بسهولة اختزال معادلة لاجرانج إلى قانون نيوتن الثاني.
الاشتقاق أعلاه يمكن تعميمه على نظام (جملة) مؤلفة من N جسيم. عندئذ يكون هناك 6N إحداثي معمم يرتبطان بإحداثيات الموضع عن طريق معادلات التحويل الثلاثية 3N. في معادلات لاجرانج 3N يكون دوماً T هو الطاقة الحركية الكلية للجملة، وV الطاقة الكامنة الكلية.
عملياً من الأسهل حل المسألة ياستخدام معادلة أويلر-لاغرانج بدلاً من قوانين نيوتن. ذلك لأن الإحداثيات المعممة qi يمكن اختيارها لتلائم تناظرات النظام.